# Danielle Auroi
Danielle Auroi este un om politic francez, membru al Parlamentului European în perioada 1999-2004 din partea Franței. 
1. ↑  Danielle Auroi, base Sycomore, accesat în 9 octombrie 2017
2. ↑  Autoritatea BnF, accesat în 10 octombrie 2015
3. 1 2  pace.coe.int
4. ↑  Deputații în Parlamentul European